# Tenuipalpus boninensis
Tenuipalpus boninensis är en spindeldjursart som beskrevs av Ehara 1982. Tenuipalpus boninensis ingår i släktet Tenuipalpus och familjen Tenuipalpidae. Inga underarter finns listade i Catalogue of Life.